# Freelancer.com
Freelancer é um website australiano de mercado freelancer. Nele, empregadores podem postar trabalhos que serão finalizador por freelancers. Fundado em 2009, sua sede localiza-se em Sydney, Austrália, porém também possui escritórios em Vancouver, Londres, Buenos Aires, Manila e Jacarta.

## Descrição
Freelancer funciona como um mercado que conecta o empregador com o empregado. Nele, o empregador posta o trabalho, e os empregados se oferecem para realizá-lo, em um processo de competição. Também é possível criar concursos, onde um prêmio é oferecido como recompensa. Ambos empregador e empregado precisam estar cadastrados no site. A conta padrão é grátis, porém o uso do site é limitado. Há outros tipos possíveis de contas disponíveis. O site recebe uma taxa de 10% pelo trabalho, porém em outras contas, a taxa é reduzida para 5%.
Em 2016, a maior parte dos usuários vêm da Índia, Estados Unidos, Paquistão e do Reino Unido, porém o site atua em 247 países, regiões e territórios. As categorias de trabalho mais buscadas eram TI e software (34%), mídia e arquitetura (31%) e escrita e conteúdo (13%).

## Histórico
O Freelancer adquiriu muitos mercados de crowdsourcing, incluindo Get A Freelancer, EUFreelance (fundado na Suécia por Magnus Tibell em 2004), Scriptlance (fundado no Canadá por Rene Trescases em 2001), um dos pioneiros no mercado de freelancing, Freelancer.de Booking Center (Alemanha), Freelancer.co.uk (Reino Unido), Webmaster-talk.com (EUA), um fórum para webmasters, e vWorker (fundado por Ippolito nos EUA).
O site passou a operar nas Filipinas em 2011, Índia e Singapura em 2012 e América Latina em 2013.
Em 2 de abril de 2014, Freelancer adquiriu o mercado digital Fantero (Ucrânia). No mesmo mês, ela adquiriu o mercado The Warrior Forum.
Em abril de 2015, a Freelancer adquiriu a empresa americana Escrow.com.
Em dezembro de 2016, a Freelancer adquiriu o mercado brasileiro Prolancer e o espanhol Nubelo.
A Freelancer tentou entrar no ramo de fretagem através da subsidiária Freight.com. Ela adquiriu a Channel 40 em 2018 e Loadshift em 2021.

## Problemas legais
Em dezembro de 2015, o Gabinete do Comissário de Informação Australiano (em inglês: OIAC) considerou a Freelancer culpada pela quebra do Privacy Act 1988 por publicar informações privadas, como endereços IP e pseudnônimos, em sites como a Wikipédia de um indivíduo que abriu um blog e escreveu diversos comentários negativos sobre a empresa. A Freelancer foi condenada a pagar AU$ 20 milhões, escrever um pedido de desculpas e a prover treinamento adicional para seus empregados de como lidar com dados privados. A empresa anunciou que recorreria da decisão.
Em março de 2018, a União Europeia acusou a Freelancer de negligenciar os dados privados dos usuários, em violação da lei australiana e europeia.